# К-Раута
К-Раута (фин. K-Rauta) — финская сеть строительных гипермаркетов формата DIY, входящая в концерн Kesko.

## «К-Раута» в мире
Магазины торговой сети расположены в Финляндии, Швеции, Норвегии, Латвии, Литве и Эстонии.

## «К-Раута» в России
Первый магазин этой розничной сети был открыт в России в Санкт-Петербурге в 2005 году, заменив сеть магазинов «Строймастер», выкупленную финской компанией Rautakesko Ltd. (входит в концерн «Kesko»). 16 февраля 2018 года  заключила сделку о продаже площадей с французским ритейлером Leroy Merlin и прекратила своё существование на территории России. На момент продажи сеть «К-Раута» насчитывала 12 магазинов в России (из них 8 в Санкт-Петербурге, 3 в Москве и 1 в Калуге).